# كتمر (باركشير)
كتمر (بالإنجليزية: Catmore)‏ هي قرية و أبرشية مدنية تقع في المملكة المتحدة في إنجلترا. يقدر عدد سكانها بـ 28 نسمة .